# Partido Popular Lituano
El Partido Popular Lituano (en lituano: Lietuvos liaudies partija) es un partido político lituano de izquierda. El partido ha tenido siete representantes a nivel municipal, pero ningún escaño ni en el Seimas ni en el PE. La fundadora del partido, Kazimira Prunskienė, fue la primera primera ministra de la Lituania independiente.
El partido firmó un acuerdo de cooperación con el partido más grande de Rusia, Rusia Unida, poco después de su creación y ha estado en colaboración activa desde entonces.
El partido participó en las elecciones parlamentarias de 2016 y 2020. Fue el único partido político durante las elecciones de 2020 que apoyó la retirada de Lituania de la Unión Europea.